# Lucas Mancinelli
Lucas Eduardo Mancinelli (La Plata, Argentina; 6 de julio de 1989) es un futbolista argentino. Juega como mediocampista o extremo y su equipo actual es Deportivo Cuenca de la Serie A de Ecuador.

## Trayectoria

### Inicios
Surgido en el club Alumni de Los Hornos de la liga platense desde donde llegó a las inferiores del Club Atlético Lanús, Allí llegó a debutar en el año 2011 contra San Martín de San Juan y también formó parte del plantel que fue campeón de la Copa Conmebol Sudamericana 2013.

### Atlanta
En 2010-11 fue a préstamo a Atlanta en virtud del convenio entre ambas instituciones. Debutó en Atlanta el sábado 24 de julio de 2010, Atlanta 1–0 Brown de Adrogué, por la 1.ª fecha del Campeonato de la B Metropolitana 2010-2011. Ingresó a los 28’ ST por Juan Galeano. Luego de consagrarse campeón de la B Metropolitana y conquistar el ascenso a la B Nacional, volvió a Lanús, donde comenzó jugando el torneo Apertura de Primera División 2011. Vuelve a Atlanta a mitad de la primera rueda del actual torneo, porque fue pedido por el Bohemio a Lanús, ya que se había liberado un cupo más por la grave lesión que había sufrido Carlos Arce. En Atlanta jugó 54 partidos (48 como titular y 6 ingresando desde el banco de suplentes), de esos 54 encuentros jugados, ganó 26, empató 15 y perdió 13. Convirtió 5 goles (4 en la B Metro y 1 en la B Nacional, le anotó a los siguientes equipos: Los Andes, Chicago, Comunicaciones, Temperley y Chacarita. Nunca fue expulsado. También convirtió un gol en contra (en favor de Armenio, en la B Metro 2010-11, en Villa Crespo).

### Deportivo Cuenca
En 2020 fue fichado por Deportivo Cuenca de la Serie A de Ecuador, siendo esta su primera experiencia internacional. Al final de la temporada renovó contrato con el equipo morlaco.

## Estadísticas

### Clubes
Actualizado al último partido disputado el 18 de agosto de 2025.
| Club                         | Div.          | Temporada     | Liga  | Liga  | Copas nacionales | Copas nacionales | Copas internacionales | Copas internacionales | Total | Total | Total  |
| Club                         | Div.          | Temporada     | Part. | Goles | Part.            | Goles            | Part.                 | Goles                 | Part. | Goles | Asist. |
| ---------------------------- | ------------- | ------------- | ----- | ----- | ---------------- | ---------------- | --------------------- | --------------------- | ----- | ----- | ------ |
| Atlanta Argentina            | 3.ª           | 2010-11       | 6     | 4     | —                | —                | —                     | —                     | 6     | 4     | 0      |
| Lanús Argentina              | 1.ª           | 2011-12       | 1     | 0     | —                | —                | 1                     | 0                     | 2     | 0     | 0      |
| Atlanta Argentina            | 2.ª           | 2011-12       | 20    | 1     | —                | —                | —                     | —                     | 20    | 1     | 0      |
| Atlanta Argentina            | 3.ª           | 2012-13       | 19    | 2     | —                | —                | —                     | —                     | 19    | 2     | 0      |
| Lanús Argentina              | 1.ª           | 2013-14       | 3     | 0     | —                | —                | 0                     | 0                     | 3     | 0     | 0      |
| Lanús Argentina              | Total club    | Total club    | 4     | 0     | 0                | 0                | 1                     | 0                     | 5     | 0     | 0      |
| Ferro Carril Oeste Argentina | 2.ª           | 2014          | 14    | 0     | 1                | 0                | —                     | —                     | 15    | 0     | 0      |
| Ferro Carril Oeste Argentina | Total club    | Total club    | 14    | 0     | 1                | 0                | 0                     | 0                     | 15    | 0     | 0      |
| Atlanta Argentina            | 3.ª           | 2015          | 41    | 7     | 4                | 0                | —                     | —                     | 45    | 7     | 0      |
| Atlanta Argentina            | 3.ª           | 2016          | 19    | 4     | 0                | 0                | —                     | —                     | 19    | 4     | 0      |
| Atlanta Argentina            | Total club    | Total club    | 105   | 18    | 4                | 0                | 0                     | 0                     | 109   | 18    | 0      |
| Temperley Argentina          | 1.ª           | 2016-17       | 28    | 1     | 1                | 1                | —                     | —                     | 29    | 2     | 4      |
| Olimpo Argentina             | 1.ª           | 2017-18       | 15    | 2     | 3                | 0                | —                     | —                     | 18    | 2     | 0      |
| Olimpo Argentina             | Total club    | Total club    | 15    | 2     | 3                | 0                | 0                     | 0                     | 18    | 2     | 0      |
| Temperley Argentina          | 2.ª           | 2018-19       | 20    | 0     | 5                | 1                | —                     | —                     | 25    | 1     | 0      |
| Temperley Argentina          | Total club    | Total club    | 48    | 1     | 6                | 2                | 0                     | 0                     | 54    | 3     | 4      |
| Patronato Argentina          | 1.ª           | 2019-20       | 9     | 0     | 0                | 0                | —                     | —                     | 9     | 0     | 0      |
| Patronato Argentina          | Total club    | Total club    | 9     | 0     | 0                | 0                | 0                     | 0                     | 9     | 0     | 0      |
| Deportivo Cuenca · Ecuador   | 1.ª           | 2020          | 22    | 7     | —                | —                | —                     | —                     | 22    | 7     | 3      |
| Deportivo Cuenca · Ecuador   | 1.ª           | 2021          | 15    | 2     | —                | —                | —                     | —                     | 15    | 2     | 5      |
| Deportivo Cuenca · Ecuador   | 1.ª           | 2022          | 27    | 9     | 1                | 1                | —                     | —                     | 28    | 10    | 0      |
| Deportivo Cuenca · Ecuador   | 1.ª           | 2023          | 26    | 3     | —                | —                | 1                     | 1                     | 27    | 4     | 8      |
| Deportivo Cuenca · Ecuador   | 1.ª           | 2024          | 29    | 6     | 1                | 1                | 1                     | 0                     | 31    | 7     | 9      |
| Deportivo Cuenca · Ecuador   | 1.ª           | 2025          | 18    | 4     | 0                | 0                | —                     | —                     | 18    | 4     | 1      |
| Deportivo Cuenca · Ecuador   | Total club    | Total club    | 137   | 31    | 2                | 2                | 2                     | 1                     | 141   | 34    | 26     |
| Total carrera                | Total carrera | Total carrera | 332   | 59    | 16               | 4                | 3                     | 1                     | 351   | 64    | 30     |
| 1. 2.                        |               |               |       |       |                  |                  |                       |                       |       |       |        |

## Palmarés

### Campeonatos nacionales
| Título          | Club    | País      | Año     |
| --------------- | ------- | --------- | ------- |
| B Metropolitana | Atlanta | Argentina | 2010-11 |

### Campeonatos internacionales
| Título            | Club  | País      | Año  |
| ----------------- | ----- | --------- | ---- |
| Copa Sudamericana | Lanús | Argentina | 2013 |

### Distinciones individuales
| Distinción                       | Año  |
| -------------------------------- | ---- |
| Once ideal de la LigaPro Serie A | 2023 |